# Michael Connor Gainey
Michael Connor Gainey (souvent crédité M. C. Gainey) né le 18 janvier 1948 à Jackson, Mississippi, est un acteur américain.

## Biographie
Introduit en 2005 à la fin de la première saison de Lost, Gainey tient le rôle de Tom Friendly jusqu'en 2008, soit dans une vingtaine d'épisodes des quatre premières saisons,.
En 2010, il tient le rôle du criminel Bo Crowder, père de Boyd Crowder joué par Walton Goggins, dans la première saison du polar Justified porté par Timothy Olyphant.
En 2012, il joue le petit rôle de Big John Brittle dans le western Django Unchained de Quentin Tarantino.

## Filmographie

### Cinéma
- 1981 : Tout l'or du ciel (Pennies from Heaven) : Young Policeman
- 1982 : Frances : Reports, Publicists, Photographers'
- 1984 : Starman : Cop #2
- 1986 : Ratboy : Police Officer
- 1986 : Soul Man : Man in Cell
- 1987 : Beauté fatale (Fatal Beauty) : Barndollar
- 1988 : Two Idiots in Hollywood (en) de Stephen Tobolowsky : Sgt. Albert
- 1988 : Spellbinder : Brock
- 1989 : Délit d'innocence (An Innocent Man) : Malcolm, Con
- 1992 : Ulterior Motives : Max
- 1992 : Les Petits Champions (The Mighty Ducks) : Lewis
- 1992 : En toute bonne foi (Leap of Faith) : Tiny
- 1993 : Geronimo(Geronimo: An American Legend) de Walter Hill : Unafraid miner
- 1994 : Blind Justice : Bull
- 1995 : Guerrier d'élite (One Tough Bastard) : Hank
- 1996 : Un sujet capital (Citizen Ruth) : Harlan
- 1996 : Le Fan (The Fan) de Tony Scott : un homme énervé en tribunes
- 1996 : Espions en herbe (The Secret Agent Club) : Jock Dad
- 1997 : Breakdown : Earl
- 1997 : Les Ailes de l'enfer (Con Air) : Le crapaud
- 1998 : Meet the Deedles : Major Flower
- 1998 : Yakima Wash
- 1998 : Ringmaster : Trucker
- 1999 : Tyrone : Shériff Haggard
- 1999 : Happy, Texas : Robert 'Bob' Allen Maslow
- 1999 : Hantise (The Haunting) : l'homme imposant
- 2001 : Diary of a Sex Addict : Theatre manager
- 2002 : Run Ronnie Run (en) de Troy Miller : Hark Trellis
- 2002 : Déroute (Highway) : Steven
- 2002 : Le Nouveau (The New Guy) : Clem
- 2002 : Les Country Bears (The Country Bears) de  Peter Hastings : Roadie
- 2003 : King of the Ants : Coach Rack
- 2003 : Lady Chance (The Cooler) : Highway Officer
- 2003 : Terminator 3 : Le Soulèvement des machines(Terminator 3: Rise of the Machines): Roadhouse Bouncer
- 2003 : Wonderland : Billy Ward
- 2004 : Club Dread : Hank
- 2004 : À la dérive (Sideways) : Cammi's Husband
- 2004 : Wake Up, Ron Burgundy: The Lost Movie (vidéo) : Bartender
- 2005 : At Last : Earl Singleton
- 2005 : On arrive quand ? (Are We There Yet?) : Big Al
- 2005 : Shérif, fais-moi peur (The Dukes of Hazzard) : Rosco P. Coltrane
- 2006 : Apocalypse Oz : Kurtz / Wizard
- 2006 : The TV Set
- 2006 : Beerfest : Priest
- 2006 : Mon vrai père et moi : Spicer
- 2007 : bande de sauvages
- 2010 : Love Ranch : Warren Stamp
- 2012 : 12 heures (Stolen) de Simon West : Hoyt
- 2012 : Django Unchained de Quentin Tarantino : Big John Brittle

### Télévision
- 1982 : Shérif, fais-moi peur (The Dukes of Hazzard) (série TV) (saison 4, épisode 23 Danger sur Hazzard) : Peters
- 1983 : Équipe de nuit (Night Partners) : Rapist
- 1985 : The Rape of Richard Beck : Sonny
- 1988 : Frank Nitti: The Enforcer
- 1988 : Police Story: Gladiator School : Rafferty
- 1989 : Elysian Fields : Benger
- 1990 : El Diablo (TV) de Peter Markle : Bebe
- 1990 : Against the Law : J.T. 'Miggsy' Meigs
- 1992 : Ned Blessing: The True Story of My Life : One-Armed Jack Sample
- 1993 : Le Prince de Bel-Air : Luther
- 1994 : New Eden : Thor
- 1995 : Naomi & Wynonna: Love Can Build a Bridge (en) : Gaylon
- 1996 : Bénéfice mortel (Death Benefit) : D.K. Graham
- 1996 : Don't Look Back : Red
- 1998 : Last Rites : Quinn' Quint
- 1999 : Le Ranch du bonheur (Horse Sense) : Twister
- 2001 : X-Files (saison 8 épisode Vienen) : Bo Taylor
- 2003 : L'Héritage d'une fille (The Last Cowboy) : Amos Russell
- 2004 - 2008 : Lost : Les Disparus : Tom Friendly (21 épisodes)
- 2005 : Esprits criminels (Criminals minds) (Saison 1, épisode 9) : Moretti
- 2010 : Happy Town : shérif Griffin Conroy
- 2010 : Justified : Bo Crowder (6 épisodes)
- 2010-2015 : Mentalist : Pete Barsocky
- 2012 : Ghostquake : La Secte oubliée (Haunted High) de Jeffery Scott Lando : Danforth
- 2014 : Revolution : Frank Blanchard
- 2014-2015 : Kingdom : Rick (6 épisodes)
- 2017 : Outcast : Bob (8 épisodes)
- 2017 : Speechless : Dom (saison 2, épisode 6)
- 2017-2020 : Raiponce, la série (Tangled: The Series) : le capitaine de la garde (18 épisodes)
- 2018 : Riverdale : Paul  « Poppa Poutine » Bouche (saison 2, épisode 12)
- 2018 : 9-1-1 : Charlie (saison 2, épisode 1)
- 2018 : The Conners (en) : Groupe leader (saison 1, épisode 4)
- 2019 : The Passage : Bob  (saison 1, épisode 10)
- 2019-2020 : Bosh : Ryan Rodgers (6 épisodes)
- 2020 : Moonbase 8 (en) : T-Boy (saison 1, épisode 6)
- 2020 : A Teacher (en) : Wyatt Wilson (3 épisodes)

## Voix francophones
En version française,  Michael Connor Gainey est dans un premier temps doublé par Michel Fortin dans Brisco County, Michel Vigné dans Les Ailes de l'enfer, 
Pascal Renwick le double dans Desperate Housewives ainsi que brièvement dans Lost, dans laquelle il est remplacé par François Siener. Ce dernier le retrouve notamment dans Shérif, fais-moi peur, Happy Town, Justified, Mentalist et Revolution.
Paul Borne le double en 2007 dans Kill Bobby Z, en 2010 dans 12 heures, et en 2018 dans Riverdale. Il est également doublé par Gilbert Lévy dans The Finder, Sylvain Lemarié dans Django Unchained, Jean Barney dans Kingdom ou encore José Luccioni dans Outcast.